# Geert Adriaans Boomgaard
Geert Adriaans Boomgaard (Groningue, 21 septembre 1788 - 3 février 1899) est le premier supercentenaire reconnu dans le monde et le premier Néerlandais à avoir été reconnu internationalement comme l’être humain le plus vieux du monde. Un autre Néerlandais, Thomas Peters (Leeuwarden, 6 avril 1745 - Arnhem, 26 mars 1857), aurait été encore plus âgé (près de 112 ans), mais le manque de preuves sur sa date de naissance n’a pas permis de confirmer cet âge.

## Biographie
Boomgaard est né dans la ville de Groningue ; il était fils d’Adriaan Jacobs Boomgaard, capitaine de navire, et de Geesje Geerts Bontekoe. Selon les informations de l'état civil, Geert Adriaans Boomgaard était lui-même conducteur de bateau ou capitaine de navire. En 1812, il était soldat dans l'armée de Napoléon et servait comme tambour dans le 33e régiment d'infanterie légère. Par la suite, il reçut la médaille de Sainte-Hélène. Selon toute vraisemblance, c’est lui qui fut le dernier ancien combattant survivant de l'époque napoléonienne.
Le 4 mars 1818, il épousa Stijntje Bus et, devenu veuf, il se remaria le 17 mars 1831 avec Grietje Abels Jonker, 37 ans. On connait huit enfants de son premier mariage et quatre de son deuxième.
En 1888, à l'occasion de son 100e anniversaire, on prit une photographie spéciale. Le jubilaire y est présenté en compagnie de son frère de 81 ans et de sa sœur de 85 ans. Bien des gens ont pensé que pour un évènement si rare, beaucoup de copies de cette photo ont dû circuler. À l'époque déjà, la reine régente Emma aurait été en possession de l’une d’elles.
Il passa les trente-quatre dernières années de sa vie à l’hospice Jacob et Anna de Groningue, où il acheva ses jours à l'âge de 110 ans.

## Preuves documentaires
Une recherche sur l'affaire Boomgaard a été publiée en 3 articles par E. J. Heeres dans la revue de généalogie Gruoninga en 1976, 1977 et 1978. Un site qui montre les archives perdues de la Médaille de Sainte-Hélène, présente sa photographie, sa  médaille personnelle (supposée) de Sainte-Hélène et un certificat qui indique que « Adriaans, Gerrit, à Groningue, Pays-Bas, a reçu sa médaille » en raison de son service militaire actif sous le règne de Napoléon 1er. Le certificat est enregistré à la Grande Chancellerie n° 1871 et porte la signature du duc de Plaisance, le général Anne-Charles Lebrun, Grand Chancelier (1853-1859).
Le certificat de décès d’Adriaans Boomgaard confirme qu'il a bien atteint l'âge de 110 ans.

## Distinctions
- Médaille de Sainte-Hélène